# Mount Fraser (Südgeorgien)
Mount Fraser ist ein 1610 m hoher Berg an der Südküste Südgeorgiens. Er ragt dort unmittelbar nördlich der Nowosilski-Bucht auf.
Der South Georgia Survey nahm zwischen 1951 und 1957 Vermessungen des Bergs vor. Das UK Antarctic Place-Names Committee benannte ihn 1958 nach dem britischen Zoologen Francis Charles Fraser (1903–1978), Mitglied des wissenschaftlichen Stabes der Meeresforschungsstation in Grytviken während dreier Kampagnen der Discovery Investigations zwischen 1926 und 1930 und überdies Besatzungsmitglied während der Forschungsfahrten der RSS Discovery im Jahr 1927 sowie der RRS Discovery II zwischen 1929 und 1931.